# Шортанды (Шортандинский район)
Шортанды (каз. Шортанды) — посёлок, административный центр Шортандинского района Акмолинской области Казахстана, образует административно-территориальное образование «Посёлок Шортанды» со статусом сельского округа.

## Географическое положение и природные условия
Посёлок расположен на правом берегу реки Дамса.
Шортанды связаны с Астаной железной дорогой Астана — Петропавловск и автомобильной трассой международного значения Астана — Петропавловск.
Территория лежит в зоне сухих степей, климат которых характеризуется резкой континентальностью — холодной продолжительной зимой и сухим жарким летом.
Среднегодовая температура +20 С. Самым холодным месяцем является февраль. Средняя температура −160−180 С, в отдельные годы (январь) отмечались морозы с сильным ветром до −450. Начало образования устойчивого снежного покрова приходится на конец октября — начало ноября.
Продолжительность периода с устойчивым снежным покровом — 140—165 дней. Окончательное таяние снега происходит в середине апреля.
Характерной особенностью холодного периода является сильно развитая ветровая деятельность, так как территория посёлка и района лежит в зоне степей. Направление ветра в этот период преимущественно юго-восточное силой 5,8 — 6,0 м\сек.
Весна характеризуется быстрым ростом суточных амплитуд температуры воздуха. Заморозки весной прекращаются во второй половине мая.
Лето отличается высокими температурами воздуха. Самыми жаркими месяцами являются июнь-июль, средняя температура которых доходит до +19,20 С, +21,30 С. Максимальная температура +38,20 С. Продолжительность безморозного периода составляет 100—130 дней. Количество осадков, выпадающих за вегетационный период, в среднем, составляет 235 мм. Сумма положительных температур — 2400—2600 градусов.
Территория района и, соответственно, посёлка лежит в зоне сухих степей, растительный покров довольно разнообразный. Господствуют ксерофильные дерновидные злаки: ковыль, типчак, тонконог.
Из разнотравий — морковник, шалфей, донник, осока, камыш, лабазник. Почвы в основном чернозёмные и каштановые.
Распаханность территорий повлияла на население животного мира и привела к его сокращению. Фоновым видом является сурок и суслик, имеющие промысловое значение. Из грызунов обитают хомячки, степная пеструшка, полевая и домовая мыши. Стали редкими такие фоновые виды хищных птиц — степные луни, балабаны, кобчики, болотные и ушастые совы, степные орлы. Животное население водоплавающей птицы составляют нырковые утки, лысухи, пеганки. Основной хищник — волк. Водятся также лисица красная, корсак, заяц.

## История возникновения и происхождение названия
В переводе с казахского языка «Шортанды» означает «щучье место»: «шортан» — «щука», «ды» — суффикс, обозначающий признак предмета от существительного, то есть дословно «щучье». В реке неподалёку водится щука, малёк которой был выпущен в водоём примерно после 2010 года. Ранее в этой реке щука не обитала.
В 1929 году, в соответствии с первым пятилетним планом народного хозяйства, железнодорожная линия дошла до Акмолинска.
Возникновение посёлка Шортанды относится к 1929 году, ко времени основания железнодорожной станции.
В мае 1933 года были построены саманные склады под заготзерно и продукты. А чуть поодаль для жилья людей было выстроено два барачных помещения.
8 ноября 1929 года, на 3 недели раньше намеченного срока, первый железнодорожный поезд прошёл по нашей станции и прибыл в Акмолинск.
Теперь от Петропавловска до Акмолинска построена была однопутка, по которой ходят паровозы и тепловозы.
Неразрывно с историей района и посёлка Шортанды связан, расположенный в посёлке Научный, Казахский научно-исследовательский институт зернового хозяйства им. А. И. Бараева. На данный момент ТОО "Научно-производственный центр зернового хозяйства им. А. И. Бараева" , дочерняя организация, которая относится к КазАТУ им. С. Сейфуллина. Институт образован в 1957 году на базе Шортандинской сельскохозяйственной опытной станции. К началу 90-х институт имел 16 отделов, 5 лабораторий. Селекционерами института выведено и районировано много новых засухоустойчивых сортов пшеницы, ячменя и других культур.
С 1930 года посёлок стал строиться сравнительно быстро.
1931 год — появились контора, несколько землянок для жилья, вокзал, два деревянных склада, продолжено строительство заготзерно, водонапорной башни.
1932 год — началось строительство нефтебазы.
1933 год — была организована мебельная фабрика. Строительство жилья стало ещё более актуальной проблемой в связи с тем, что, начиная с 1933 года, в посёлок Шортанды и близлежащие сёла стали прибывать ссыльнопоселенцы со всего Советского Союза — репрессированные сталинским режимом. 
1934 год — Открыта первая школа. Она находилась в конторе работников базы «КазЗолото» и занимала одну комнату.
1935 год — школу перевели в двухквартирный деревянный домик, принадлежащий железной дороге «ремпуть».
1936 год — Был заложен фундамент железнодорожной школы.
1939 год — Указом Президиума Верховного Совета Казахской ССР от 16 октября 1939 года в Акмолинской области за счёт разукрупнения Сталинского района был образован Шортандинский район.
1941—1945 годы (ВОВ) — Глинин, Кайдалов, Шишлянников стали Героями Советского союза. Белокуров, Велижанцев — полными кавалерами орденов Славы.

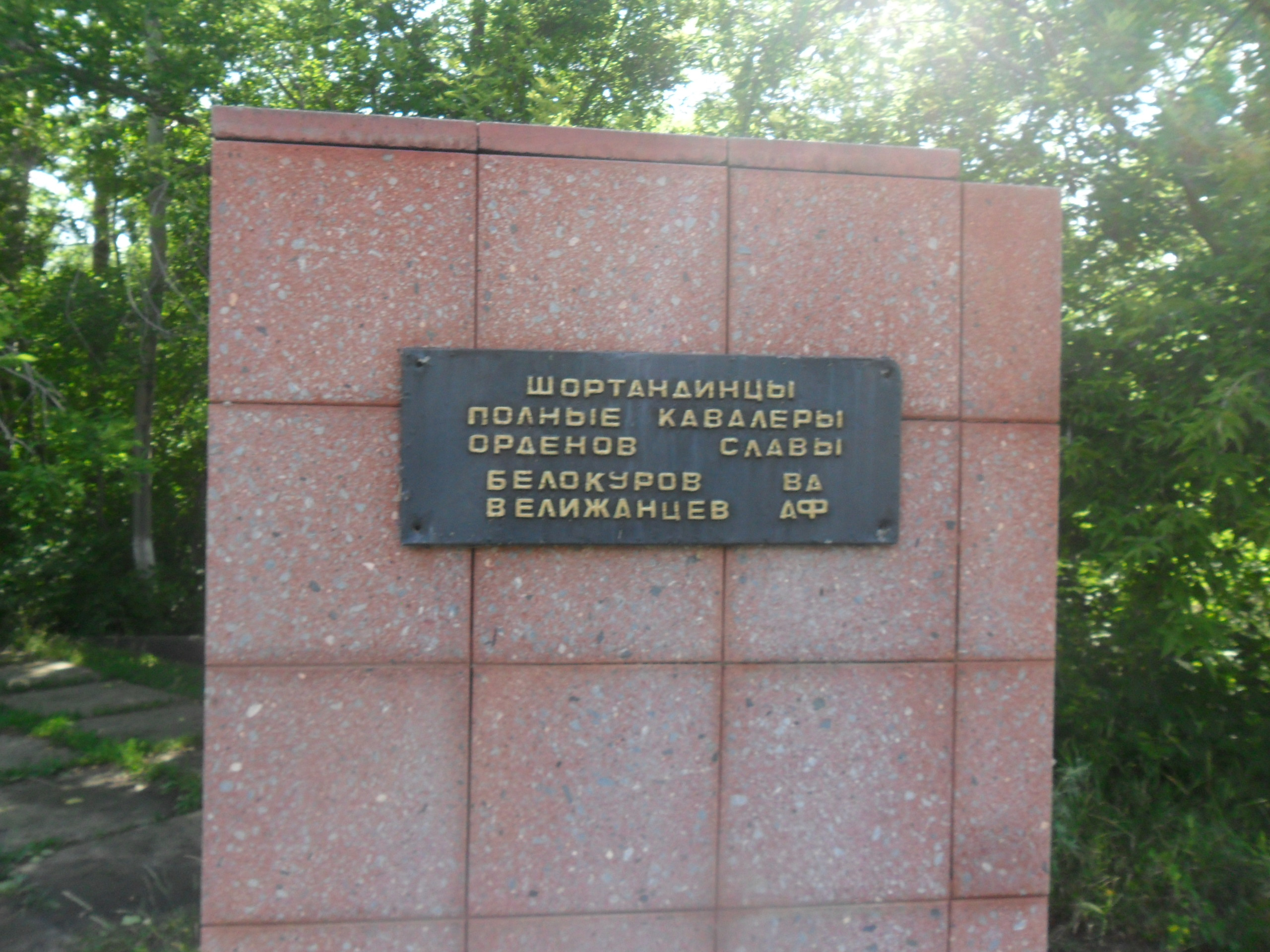
Шортандинцы — кавалеры орденов Славы

1 января 1948 года был создан Шортандинский поселковый Совет. 
1952 год: 21 августа был заложен маслозавод.

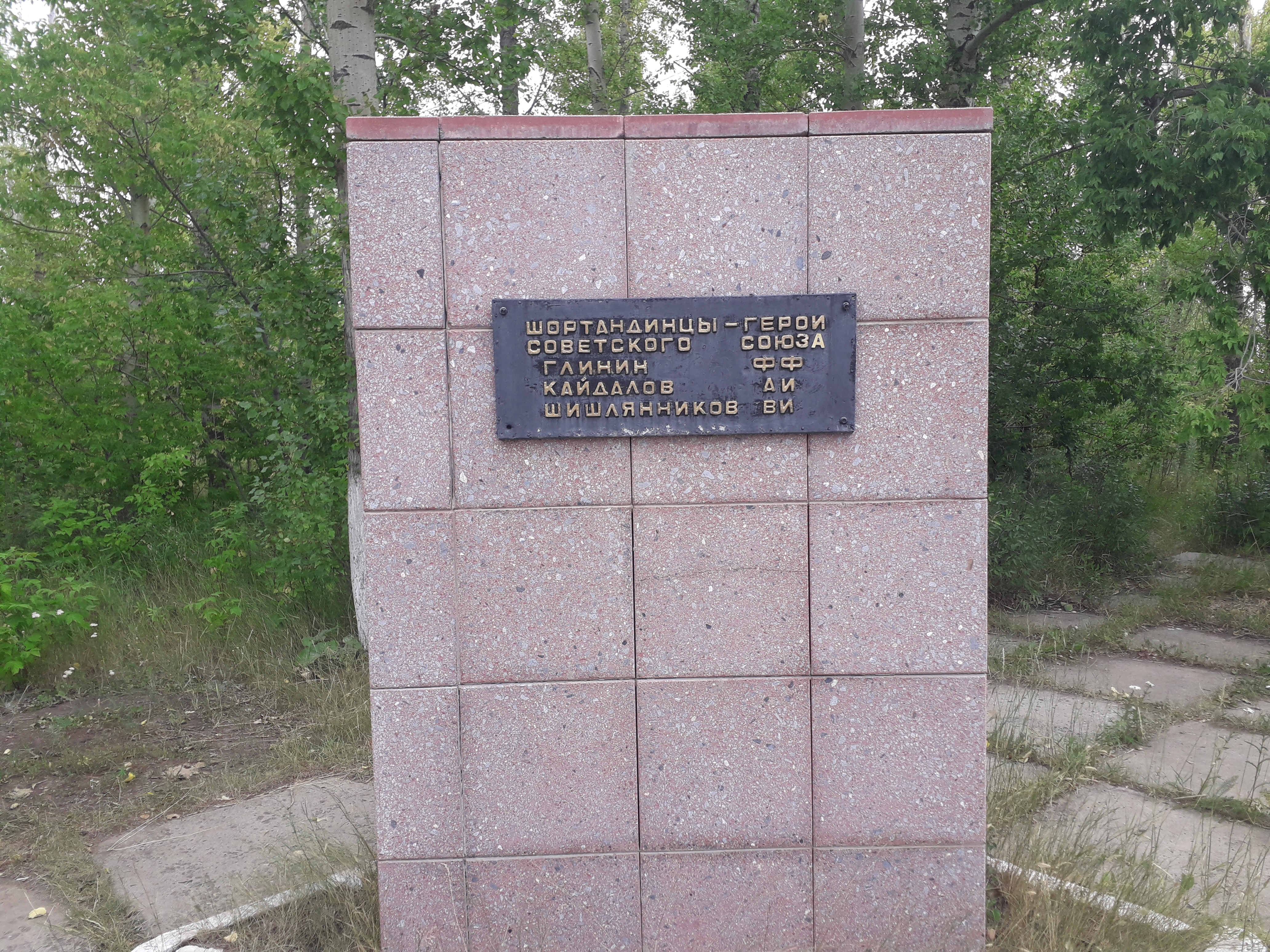
Шортандинцы — Герои Советского Союза

1954 год — год целины. В этом году на станцию Шортанды прибыл эшелон с первоцелинниками. С этого времени второе рождение получил не только посёлок, но и элеватор. 
1963 год — Указом Президиума Верховного Совета Казахской ССР от 2 января 1963 года Шортандинский район был упразднён.
С 31 января 1966 года Шортандинский район был вновь восстановлен. 
1975 год: построен автовокзал.
1976 год: создан больничный комплекс.
1967 год: в мае на берегу реки Дамсы был заложен парк.

## Численность и состав населения, производственная функция селения
Численность населения посёлка Шортанды составляет 5747 человек.
|                             | 2004 год | 2005 год | 2006 год |
| --------------------------- | -------- | -------- | -------- |
| Численность населения, чел. | 5993     | 5747     | 5747     |
| Мужчин, чел.                | 2901     | 2817     | 2810     |
| Женщин, чел.                | 3092     | 2930     | 2937     |

Национальный состав населения (по данным на 2006 год).
| Национальность |                    |
| -------------- | ------------------ |
| Русские        | 2826 чел. (49,2 %) |
| Казахи         | 1152 чел. (20,0 %) |
| Украинцы       | 523 чел. (9,1 %)   |
| Поляки         | 510 чел. (8,9 %)   |
| Немцы          | 303 чел. (5,3 %)   |
| Белорусы       | 161 чел. (2,8 %)   |

Социальный состав населения (под данным на 2006 год).
|   |                                               | На конец 2005 года, чел. |
| - | --------------------------------------------- | ------------------------ |
|   | Численность населения, всего:                 | 5747                     |
| 1 | Экономически-активное население               | 2129                     |
|   | В том числе:                                  |                          |
| 2 | Занятое население                             | 1569                     |
| 3 | Наёмные работники                             | 1183                     |
|   | Из них:                                       |                          |
|   | А) в государственной организации              | 260                      |
|   | Б) в негосударственной организации            | 451                      |
|   | В) у физических лиц                           | 472                      |
| 4 | Самостоятельно занятые                        | 386                      |
| 5 | Безработное население                         | 560                      |
|   | В том числе:                                  |                          |
|   | Официально зарегистрированные                 | 150                      |
| 6 | Дети дошкольного возраста                     | 415                      |
| 7 | Учащиеся дневной формы обучения               | 1258                     |
| 8 | Пенсионеры и престарелые                      | 1134                     |
| 9 | По причине инвалидности и нетрудоспособности: | 287                      |

Является центром Шортандинского района. С 31 января 1966 года Шортандинский район был вновь восстановлен.

## Основные направления хозяйственной деятельности
Основными направлениями в хозяйстве жителей являются животноводство и растениеводство.

## Культурно-бытовое и транспортное обслуживание населения
В посёлке имеется 3 общеобразовательные школы, из которых школа № 3 — школа с казахским языком обучения.
Внешкольные учреждения: Детская Юношеская Спортивная Школа (ДЮСШ), Дом культуры.
В Шортанды имеется автошкола, Дом культуры, больничный комплекс, 6 аптек, 2 рынка, 6 кафе, 3 СТО, почта, телеграф, телефоны. Отсутствуют радио, дома быта. Торговая сеть частная.
Функционирует детский сад «Ақ бота». 
Первая школа в посёлке появилась в 1934 году.
В 1954 году велось строительство здания райкома партии, кинотеатра «Мир», автобазы. В течение 10 лет до 1970 года было построено 18 двухэтажных зданий, школа № 2 (1961), школа № 1 (1970), два детских сада, дом быта.

## Планировка селения, конфигурация улиц, озеленение улиц
В посёлке одна четырёхэтажка (ул. Дзержинского).
Имеются трёхэтажные дома, расположенные по улице Комсомольская. Двухэтажные здания расположены по улицам Лермонтова и Пионерской. Большая часть жилья — одноэтажные дома.
Центральные улицы посёлка — улица Абылай хана, улица Мира, улица 30 лет Победы.
На территории района расположена железнодорожная станция с развитой сетью железной дороги. Железнодорожные станции имеют ст. Тонкерис, п. Шортанды, ст. Кара-Адыр.

## Проблемы
Особо остро стоит вопрос водоснабжения посёлка и близлежащих сёл. Население пользуется подземными водами, подача производится водопроводом мощностью 250. куб. в сутки. Имеются три глубинные скважины: 2 рабочие и резервная, 2 резервуара чистой воды и водонапорная башня. Общая протяжённость водопроводов и уличных разводящих сетей 32 км, износ достиг 70-80 %, что является причиной частых аварийных ситуаций. Готовится документация по реконструкции сетей водоснабжения и канализации, строительству новой водонапорной башни.
Остро стоит вопрос вывозки мусора.

## Религия
Православные храмы
Шортанды административно относится к Восточному городскому благочинию Кокшетауской и Акмолинской епархии Казахстанского митрополичьего округа Русской православной церкви (МП).